# Antimonur

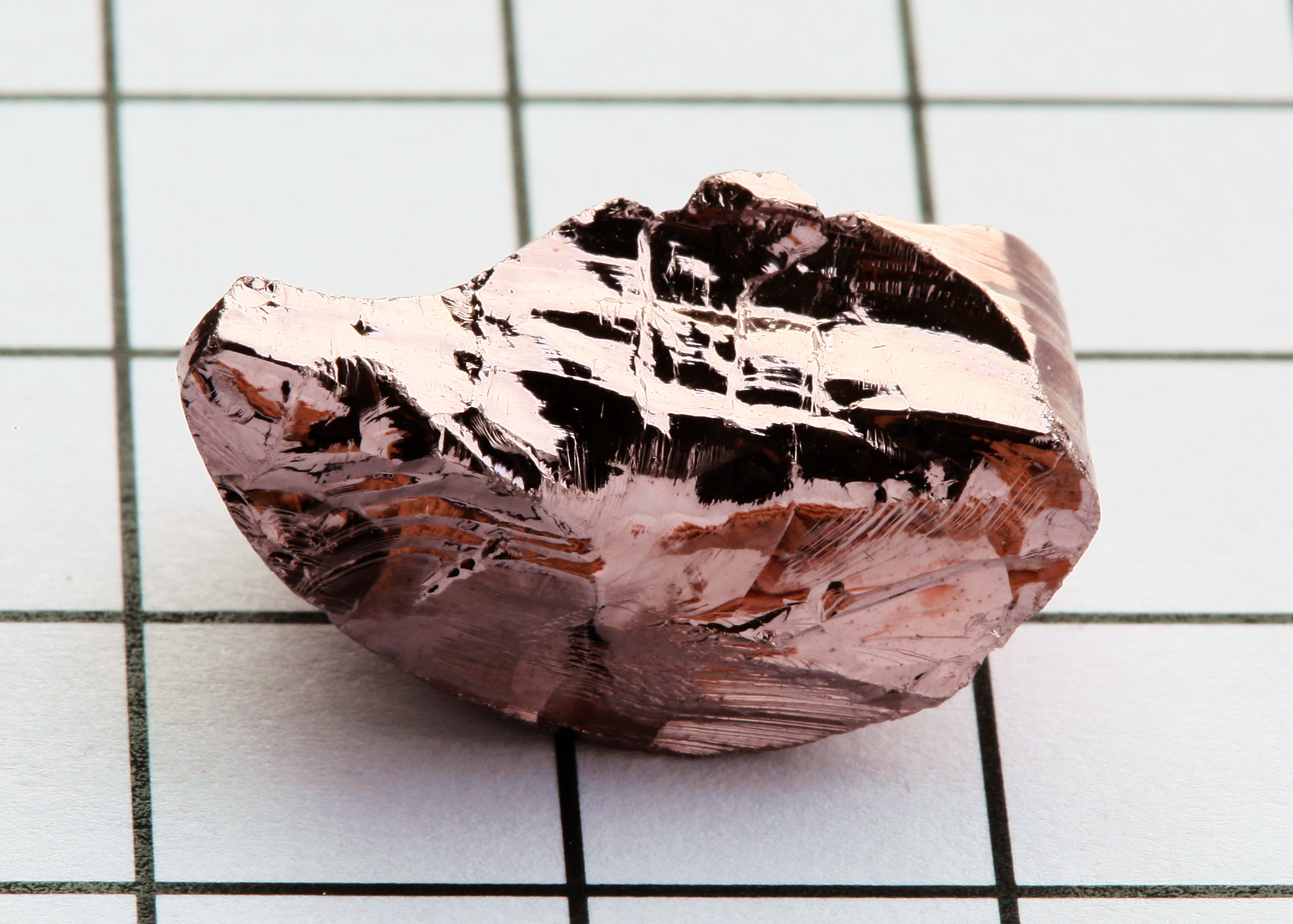
Antimonur de níquel(III), NiSb.

Un antimonur és un compost químic format per antimoni i un element metàl·lic menys electronegatiu.
Els metalls dels grups 1, 2 i 13 de la taula periòdica, això és, els metalls alcalins, els alcalinoterris i els elements del grup del bor, donen antimonurs estequiomètrics, on l'antimoni és trivalent, {\textstyle Sb^{3-}}. Els altres metalls, amb alguna excepció, formen amb l'antimoni composts essencialment intermetàl·lics.

## Estat natural
A la natura hom hi troba alguns minerals que químicament són antimonurs. L'aurostibita és diantimonur d'or, {\textstyle AuSb_{2}}; la discrasita és antimonur d'argent(I), {\textstyle Ag_{3}Sb}; la breithauptita és antimonur de níquel(III), {\textstyle NiSb}; o la stibiopal·ladinita, que és diantimonur de pentapal·ladi, {\textstyle Pd_{5}Sb_{2}}.

## Aplicacions

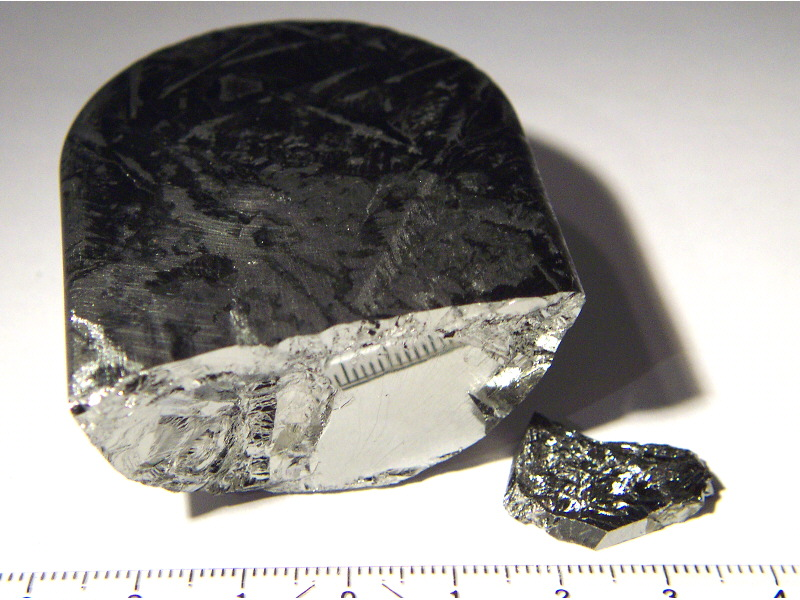
Antimonur d'indi, InSb, un material semiconductor

Els antimonurs de metalls del grup 13 de la taula periòdica, l'antimonur d'alumini, {\textstyle AlSb}, l'antimonur de gal·li, {\textstyle GaSb}, i l'antimonur d'indi, {\textstyle InSb}, juntament amb els seus aliatges relacionades, són semiconductors i poden aplicar-se a dispositius electrònics de baixa potència que requereixin alta velocitat. Les aplicacions inclouen sistemes digitals utilitzats per al processament de dades, comunicacions, formació d'imatges, i detecció, en particular en els equips portàtils.